# Derek Bok
Derek Bok é um advogado e educador dos Estados Unidos formado na Universidade Harvard além de já ter sido o presidente da universidade.

## Carreira
Bok ensinou direito em Harvard a partir de 1958 e foi eleito reitor da faculdade de direito de lá (1968–1971) depois que o reitor Erwin Griswold foi nomeado procurador-geral dos Estados Unidos. Ele então serviu como o 25º presidente da universidade (1971–1991), sucedendo Nathan M. Pusey. Em meados da década de 1970, Bok negociou com a presidente do Radcliffe College, Matina Horner, a "fusão sem fusão" entre Harvard e Radcliffe Colleges, que foi um passo importante na fusão final das duas instituições. Bok recentemente atuou como presidente do corpo docente do Hauser Center for Nonprofit Organizations em Harvard, lecionou na Harvard Graduate School of Education.
Bok serviu como presidente interino de Harvard desde a renúncia de Lawrence Summers em 1º de julho de 2006 até o início da presidência de Drew Gilpin Faust em 1º de julho de 2007. Bok foi membro da Academia Americana de Artes e Ciências e da Academia Filosófica Americana Sociedade.

## Publicações
- Cox, Archibald; Bok, Derek (1962), Cases and Materials on Labor Law, Brooklyn, NY: Foundation Press
- Bok, Derek C.; Dunlop, John T. (1970), Labor and the American Community, ISBN 0671203665, New York: Simon & Schuster
- Bok, Derek (1982), Beyond the Ivory Tower, ISBN 0674068998, Cambridge, MA: Harvard University Press
- Bok, Derek (1983), «Foreword», in:  Harvard Nuclear Study Group, Living with Nuclear Weapons, ISBN 0674536657, Cambridge, MA: Harvard University Press, pp. xiii-xvii
- Bok, Derek (1986), Higher Learning, ISBN 0674391756, Cambridge, MA: Harvard University Press
- Bok, Derek (1990), Universities and the Future of America, ISBN 9780822310365, Durham, NC: Duke University Press
- Bok, Derek (1996), The State of the Nation, ISBN 0674292103, Cambridge, MA: Harvard University Press
- Bowen, William G.; Bok, Derek (2000) [1998], The Shape of the River: Long-Term Consequences of Considering Race in College and University Admissions, ISBN 0691050198, Princeton, NJ: Princeton University Press
- Bok, Derek (2001), The Trouble with Government, ISBN 0674004485, Cambridge, MA: Harvard University Press
- Bok, Derek (2003), Universities in the Marketplace: The Commercialization of Higher Education, ISBN 0691114129, Princeton, NJ: Princeton University Press
- Bok, Derek (2008) [2006], Our Underachieving Colleges: A Candid Look at How Much Students Learn and Why They Should Be Learning More, ISBN 9780691136189, Princeton, NJ: Princeton University Press
- Bok, Derek (2010), The Politics of Happiness: What Government can Learn from the New Research on Well-Being, ISBN 9781400832194, Princeton, NJ: Princeton University Press
- Bok, Derek (2017), The Struggle to Reform Our Colleges, ISBN 9780691177472, Princeton, NJ: Princeton University Press